# 카타추타

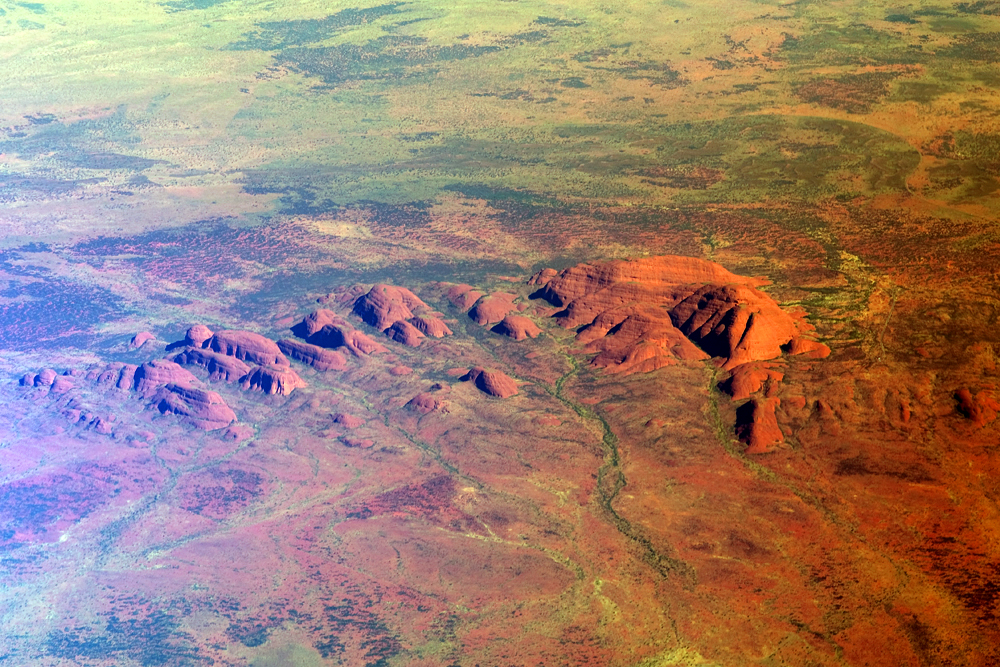
카타추타 / 올가 산의 항공 사진

카타추타(피찬차차라어: Kata Tjuṯa, 문자 그대로 '많은 머리'; aus)는 올가스로도 알려져 있으며, 공식적으로 카타추타 / 올가 산으로 가제트에 등재되어 있다. 오스트레일리아 중앙의 노던 준주 남부에 위치한 앨리스스프링스에서 남서쪽으로 약 360 km (220 mi) 떨어진 곳에 있는 크고 둥근 암석 지형 또는 본하르트의 집합체이다. 동쪽으로 25 km (16 mi) 떨어진 곳에 위치한 울루루 / 에어즈 록과 카타추타 / 올가스는 울루루-카타추타 국립공원 내의 두 주요 랜드마크를 형성한다. 이 공원은 지역 원주민 공동체에게 신성한 곳으로 여겨진다.:884
카타추타 / 올가 산을 이루는 36개의 돔은 21.68 km2 (8.37 mi2)의 면적을 덮고 있으며, 화강암과 현무암을 포함한 다양한 암석 유형의 자갈과 바위가 조립질 사암의 기질로 결합된 역암으로 구성된 퇴적암이다. 가장 높은 돔인 올가 산은 해발 1,066 m (3,497 ft)에 달하며, 주변 평원보다 약 546 m (1,791 ft) 높다 (울루루보다 198 m (650 ft) 높다). 카타추타는 도커 강 도로의 동쪽 끝에 위치한다.

## 이름
피찬차차라어의 카타추타는 이 지형의 전통적인 원주민 이름으로, 영어로는 '많은 머리'로 번역된다.
대체 이름인 올가스는 가장 높은 봉우리인 올가 산에서 유래했다. 페르디난트 폰 뮐러 남작의 요청에 따라, 올가 산은 1872년 어니스트 자일스에 의해 뷔르템베르크의 올가 여왕 (니콜라이 1세의 딸인 올가 러시아 대공녀로 태어남)을 기리기 위해 명명되었다. 그녀와 그녀의 남편인 뷔르템베르크의 카를 1세는 전년에 25주년 결혼 기념일을 맞이하며, 다른 것들 중에서도 뮐러를 프라이헤르(남작)로 임명하여 페르디난트 폰 뮐러로 만들었다. 이 명명은 그가 칭찬에 보답하는 방식이었다.
1993년 12월 15일, 전통적인 피찬차차라어 이름과 영어 이름을 모두 포함하는 공식 이름을 허용하는 이중 명명 정책이 채택되었다. 그 결과, 올가 산은 올가 산 / 카타추타로 이름이 변경되었다. 2002년 11월 6일, 지역 관광 협회의 요청에 따라 이중 이름의 순서가 공식적으로 카타추타 / 올가 산으로 변경되었다.

## 지질학적 기원
카타추타 주변 지역은 약 8억 5천만 년에서 8억 년 전에 아델레이디언 시기에 형성된 지각 내 분지인 아마데우스 분지에 위치한다. 약 5억 5천만 년 전 피터만 조산운동 동안, 우드로프 스러스트(Woodroffe Thrust)라고 알려진 사건으로 육방변성상 암석이 저등급 변성암 위로 북쪽으로 융기되었다. 이 지형의 최종적인 침식은 몰라세 상, 즉 융기하는 산맥의 전면부에 퇴적물을 형성했는데, 이 경우 피터만 조산운동은 마운트 커리 역암으로 알려진 퇴적물을 만들어냈다. 마운트 커리 역암은 주로 현무암, 반암, 화강암, 편마암, 화산암 파편으로 구성되며, 석영, 미정장석, 정장석 등 다른 광물로 구성된 기질을 가지고 있다.
울루루와 카타추타 모두 이 마운트 커리 역암에서 유래한 퇴적물로 이루어져 있으며, 둘 다 화강암과 유사한 화학적 조성을 가지고 있다. 루비듐-스트론튬 연대 측정 기술을 사용하여 암석의 연대를 정확히 측정한 과학자들은 6억 년으로 추정했는데, 이는 우드로프 스러스트 사건의 날짜와 일치한다. 카타추타 / 올가스와 울루루 / 에어즈 록을 구성하는 실제 신선한 암석은 중간에서 짙은 회색이며 일부 층리에는 녹색 또는 분홍색 색조가 있다. 이 구조들이 주목받는 밝은 오렌지-붉은색 색조는 산화철로 덮인 미세하게 분할된 장석 위의 동록 때문이다.

## 전설
이곳과 울루루 / 에어즈 록을 포함한 주변 모든 곳에는 피찬차차라족 드림타임 전설이 많이 얽혀 있다. 큰 뱀 왕 와남비에 대한 여러 전설이 있는데, 그는 카타추타 산꼭대기에 살며 건기에만 내려온다고 한다. 그의 숨결은 악한 행동을 한 사람들을 벌하기 위해 미풍을 허리케인으로 변하게 할 수 있다고 전해진다. 이 장소에 대한 신화의 대부분은 외부인, 특히 여성에게는 공개되지 않는다. 관습에 따라 여성이 "남성의 일"을 알게 되면 폭력적인 공격, 심지어 사망에 이를 수도 있다. 아낭구족 사람들은 카타추타의 큰 바위가 꿈의 영혼 에너지의 고향이라고 믿으며, 1995년부터 이 장소는 다시 문화 의식에 사용되고 있다.:884–885

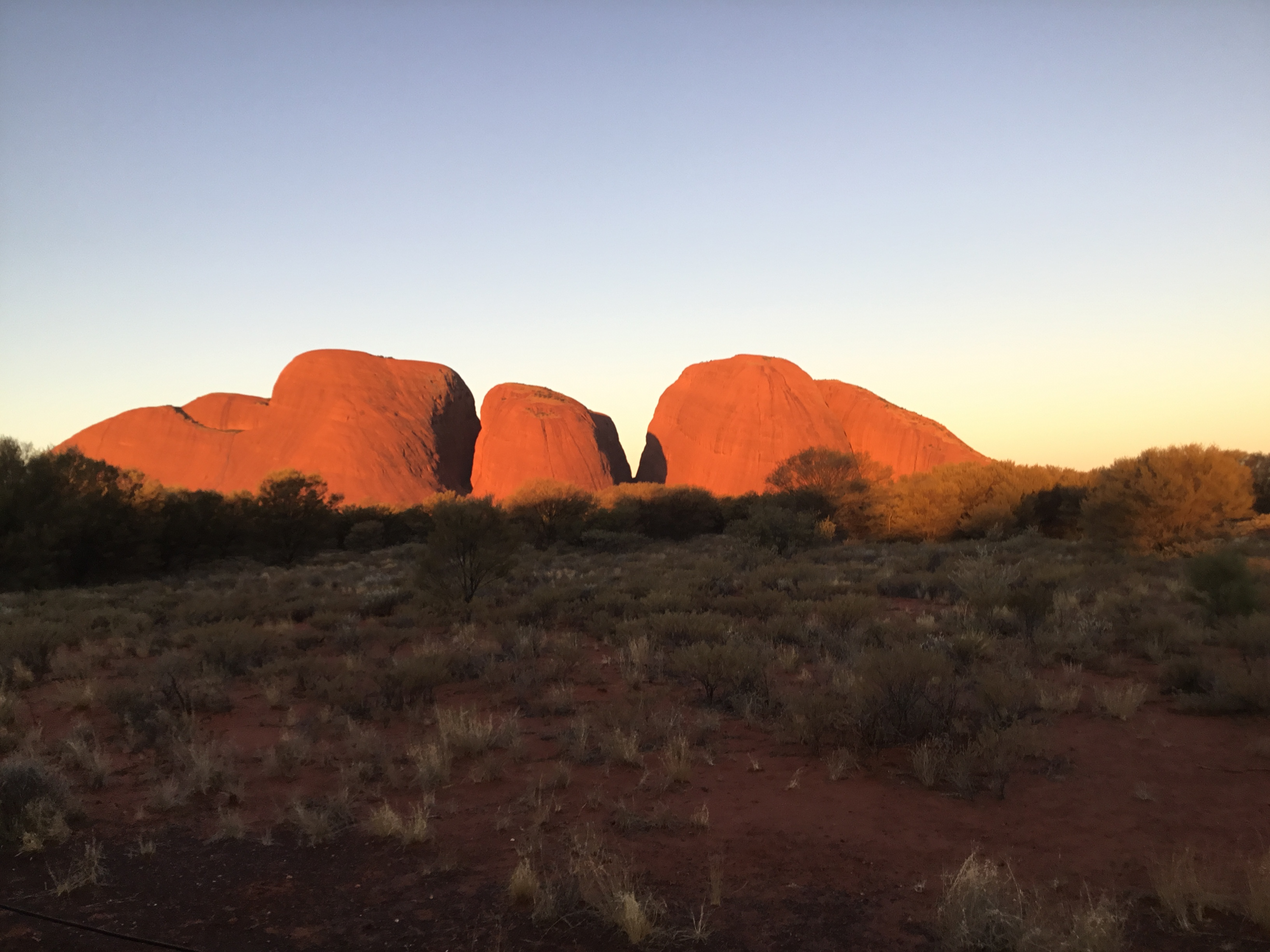
황혼녘의 카타추타

## 위치, 접근 및 시설
카타추타 / 올가 산은 에어즈 록 공항을 통해 도달할 수 있으며, 공항에서 남쪽으로 55-킬로미터 (34 mi) 이동한 후 서쪽으로 가면 된다. 방문객은 입장료를 지불해야 한다. 카타추타는 스튜어트 및 래서터 고속도로를 경유하여 앨리스스프링스에서 도로로 약 495 킬로미터 (308 mi) 떨어져 있다. 차량으로 4+1⁄2시간 거리이다.
카타추타 / 올가 산에는 일출 및 일몰 감상 구역이 있으며, 카타추타 도로에서 짧은 도보 거리로 접근할 수 있다. 또한 카타추타의 돔 내부로 들어가는 두 개의 산책로가 있다.
- 바람의 계곡 - 7.4 km 7.4 km (4.6 mi) / 3–4시간 (4등급)[12][13]
- 왈파 협곡 산책 - 2.6 km 2.6 km (1.6 mi) / 1–2시간[14]

## 갤러리

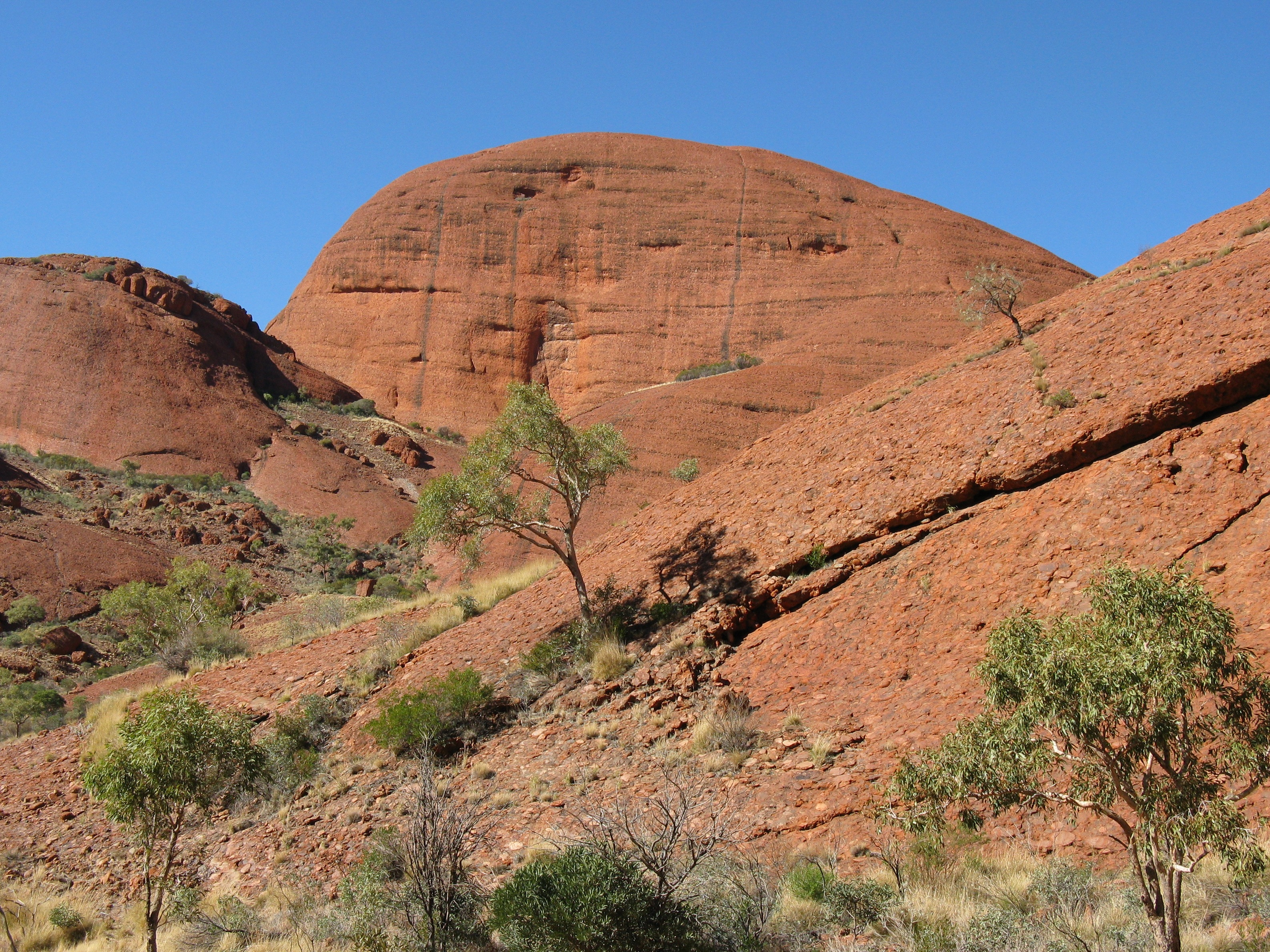
카타추타 / 올가 산의 바람의 계곡 산책로
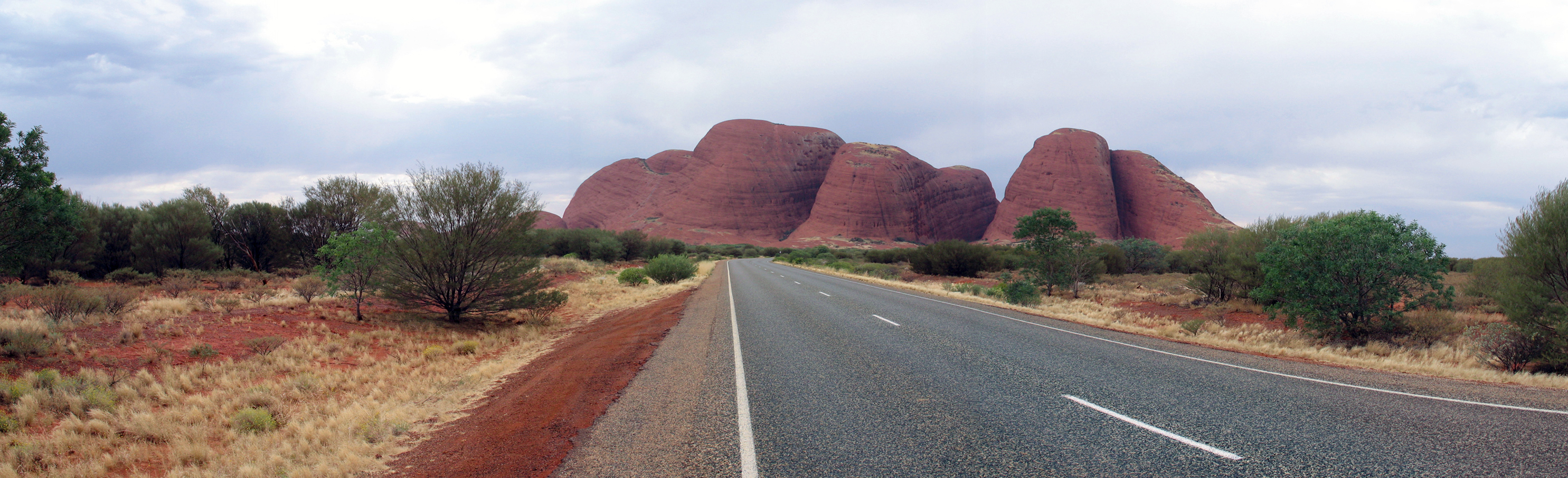
카타추타 / 올가 산
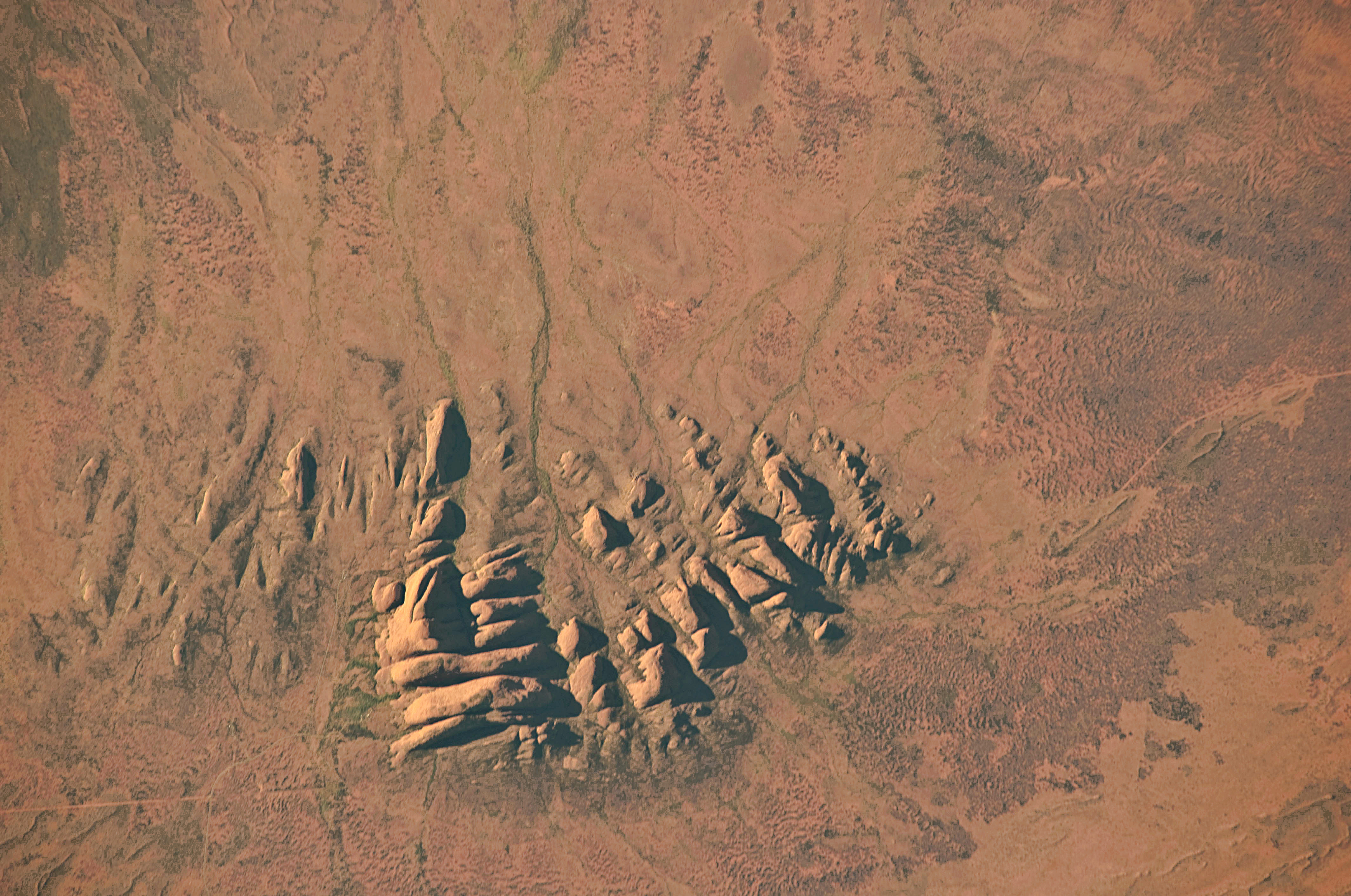
카타추타 / 올가 산의 우주 비행사 사진
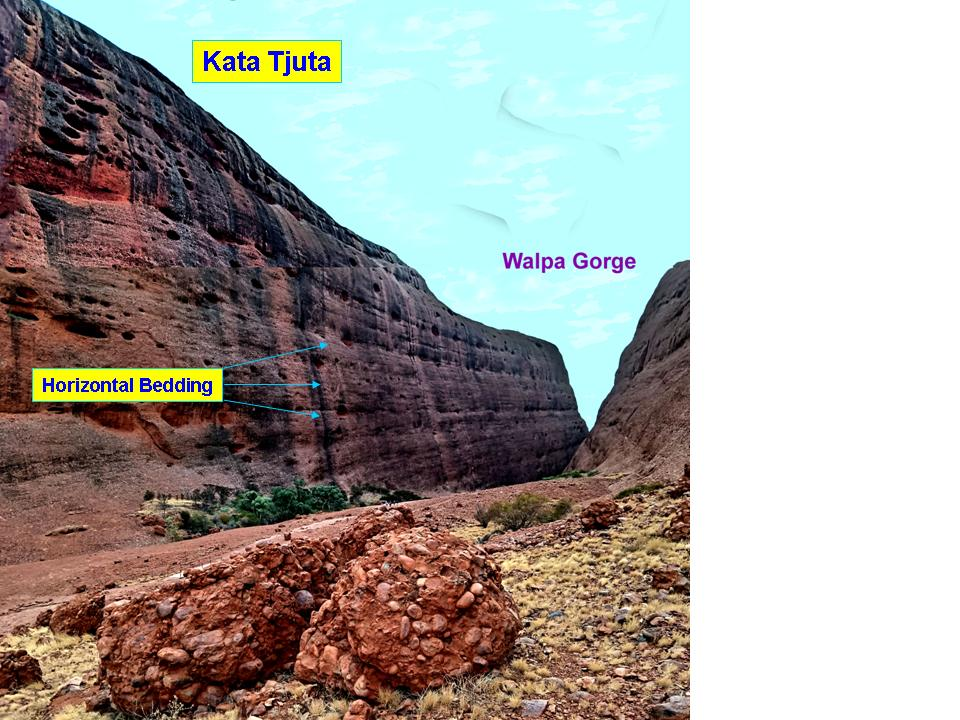
절벽에서 떨어진 역암 바위

## 같이 보기
- 어니스트 자일스
- 노던 준주의 보호 구역
- 성지 인식
- 1889년 티에트켄스 탐험